# Marco Marchionni
Marco Marchionni (Monterotondo, 22 luglio 1980) è un allenatore di calcio ed ex calciatore italiano, di ruolo centrocampista, tecnico del Ravenna.

## Caratteristiche tecniche

### Giocatore
Giocava solitamente come esterno offensivo, ruolo in cui poteva sfruttare la sua abilità nel dribbling e nel cross. Nel finale di carriera viene anche impiegato come mezzala, regista o interno di centrocampo.

## Carriera

### Giocatore

#### Club

##### Gli inizi, Empoli

Marchionni in azione all'Empoli nella stagione 2000-2001

All'età di 15 anni viene ingaggiato dal Monterotondo, con cui esordisce nel Campionato Nazionale Dilettanti 1997-1998, realizzando 4 reti in 29 presenze. Viene notato da un osservatore dell'Empoli, che lo acquista a giugno e lo fa debuttare in serie A nella stagione 1998-1999 in Roma-Empoli 1-1 il 31 gennaio 1999. Alla fine della stagione la squadra retrocede in Serie B.
Nelle stagioni successive trascorse nel campionato cadetto (1999-2000 e 2000-2001) l'allenatore Silvio Baldini lo trasforma da seconda punta a esterno d'attacco, e colleziona 54 presenze e 7 reti. Nel 2000 vince il Torneo di Viareggio con la formazione Primavera degli azzurri toscani.

##### Parma
Nella stagione 2001-2002 viene acquistato inizialmente dalla Fiorentina, per 10 miliardi di lire; tuttavia l'accordo viene annullato, a causa della crisi finanziaria dei viola. Passa quindi in comproprietà al Parma.
Nella prima annata con i ducali viene impiegato come rincalzo dall'allenatore Renzo Ulivieri, e a fine stagione conquista la Coppa Italia. Nella stagione 2002-2003, dopo un inizio ancora da riserva viene ceduto in prestito a gennaio al Piacenza: con la maglia biancorossa non incide, realizzando un unico gol in 16 partite, e a fine stagione la squadra retrocede.
Tornato al Parma in una situazione difficile, dovuta al fallimento della Parmalat, riesce a trovare un posto da titolare e dopo una stagione in cui totalizza 5 reti in 32 partite conquista il quinto posto e, nel novembre 2003, anche la prima convocazione in Nazionale.
Nella stagione 2004-2005 il nuovo allenatore è Silvio Baldini che lo aveva già allenato all'Empoli; il tecnico verrà poi esonerato. Marchionni è confermato titolare, tuttavia subisce un grave infortunio al menisco che lo ferma per alcuni mesi, tra la fine della stagione e l'inizio della successiva. Riconfermato per la stagione 2005-2006, contribuisce alla salvezza del Parma, ottenendo anche la pre-convocazione in Nazionale in vista del Mondiale 2006 in Germania.

##### Juventus
Nell'estate 2006 passa a parametro zero alla Juventus, a seguito della mancata richiesta di rinnovo durante l'infortunio da parte del Parma, accettando di giocare anche in Serie B. La sua prima rete in bianconero arriva il 14 aprile 2007 in Lecce-Juventus 1-3.
Tornato in Serie A con la Juventus nella stagione 2007-2008 subisce molti infortuni: il 2 agosto, durante la tournée in Inghilterra si procura una distorsione dell'avampiede sinistro che causa una frattura incompleta del 5º osso metatarsale. Lo stop è di tre mesi ed al suo rientro, il 25 novembre nella gara contro il Palermo vinta dai bianconeri per 5-0, entra in campo a metà ripresa e dopo pochi minuti segna il gol del provvisorio 4-0, il suo primo con la maglia della Juventus in Serie A. Un ulteriore infortunio, patito il 24 gennaio in Coppa Italia contro l'Inter, fa temere una nuova frattura allo stesso piede, che fortunatamente si rivela essere solo una distorsione al mesopiede con una prognosi di 25/30 giorni. Nella sua seconda stagione torinese gioca in totale 14 gare tra Campionato e Coppa Italia, realizzando due reti.
Nella stagione 2008-2009 ritorna in campo il 14 settembre nella partita con l'Udinese e diventa titolare in seguito all'infortunio di Camoranesi, sia in campionato, dove realizza un gol contro la Roma (2-0 per la Juve), sia nella doppia sfida di Champions League con il Real Madrid (esordendo inoltre in questa competizione).

##### Fiorentina, ritorno al Parma

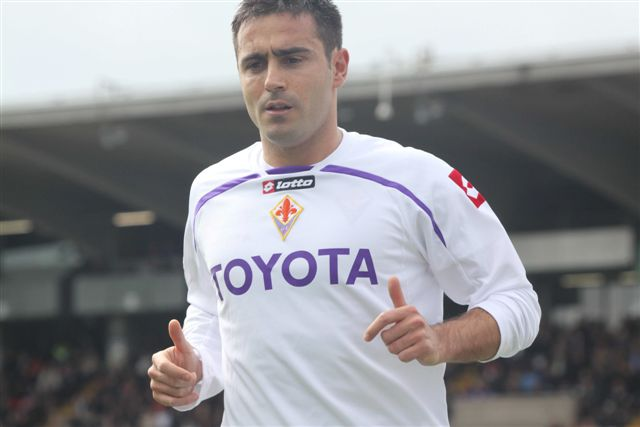
Marchionni alla Fiorentina nel 2010

Il 15 luglio 2009 viene acquistato dalla Fiorentina, per 4,5 milioni di euro, nell'ambito dell'operazione che porta Felipe Melo alla Juventus.
Segna il suo primo gol con la maglia viola nella partita Genoa-Fiorentina del 28 ottobre 2009, terminata 2-1 in favore dei Grifoni. Il 4 novembre invece realizza la sua prima rete in Champions League nel successo per 5-2 contro il Debrecen. Va a segno anche contro la Juventus nella partita di ritorno disputata al Franchi terminata 2-1 per i bianconeri.
Nella stagione 2011-2012 viene messo ai margini della rosa dall'allenatore Siniša Mihajlović, sotto la cui conduzione colleziona una sola presenza. La sostituzione in panchina con Delio Rossi a campionato in corso riporta Marchionni nella lista dei giocatori utilizzati.
A fine stagione non gli viene rinnovato il contratto e rimane svincolato.
Il 14 settembre 2012 viene ingaggiato dal Parma.
Ritorna a indossare la maglia crociata al Tardini dopo sei anni, esordendo dal primo minuto in occasione della vittoria del Parma ai danni della Sampdoria. Il 18 novembre 2012 realizza la prima rete del suo ritorno in maglia crociata in occasione di Udinese-Parma, terminata poi 2-2. Nella stagione 2013-2014 indossa anche la fascia di capitano in alcune occasioni.

##### Sampdoria, Latina e Carrarese
Il 27 agosto 2014 si trasferisce a titolo definitivo alla Sampdoria nell'affare che porta Andrea Costa in Emilia. Il 24 settembre esordisce in blucerchiato giocando dal primo minuto la gara Samp-Chievo 2-1. Questa è l'unica partita che gioca con la squadra ligure.
Il 31 agosto 2015 si trasferisce a titolo definitivo al Latina in Serie B.
Il 20 luglio 2017, dopo essere rimasto svincolato dalla società pontina a causa del fallimento di quest'ultima, viene ingaggiato dalla Carrarese, squadra militante in Serie C. A fine stagione annuncia il ritiro dal calcio giocato.

#### Nazionale
Ha giocato titolare nell'Under 21 nel biennio 2000-2002 sotto la guida di Claudio Gentile. Esordisce in Nazionale maggiore il 12 novembre 2003 nella gara persa contro la Polonia 3-1, sotto la guida di Giovanni Trapattoni. Da Marcello Lippi invece, viene convocato come riserva per il Mondiale 2006 in Germania, ma non ha preso successivamente parte al torneo. Il 30 agosto 2009 viene convocato nuovamente da Lippi dopo 3 anni, prendendo parte alle sfide contro Bulgaria e Georgia.

### Allenatore

#### Gli inizi
Dopo aver svolto il ruolo di vice allenatore di Silvio Baldini alla Carrarese per due stagioni e aver conseguito la licenza di allenatore UEFA A, il 10 ottobre 2020 viene nominato nuovo tecnico del Foggia. Chiude la stagione al nono posto in classifica qualificandosi per i play-off dove batte al primo turno il Catania per 3-1 per poi essere eliminato dal Bari al secondo turno con il medesimo punteggio.

#### Novara
Il 2 settembre 2021 viene nominato nuovo allenatore del Novara, in Serie D. Dopo una lunga cavalcata, vince il campionato con due giornate di anticipo e ottiene la promozione in Serie C con miglior attacco e difesa. Il 22 luglio 2022 viene confermato dalla società insieme al suo staff. Tuttavia il 18 agosto seguente viene interrotto il rapporto con l’allenatore romano a causa di incolmabili divergenze con la società riguardo la costruzione della rosa per la stagione 2022-23.
Il 16 gennaio 2023 ritorna sulla panchina del Novara subentrando all'esonerato Franco Semioli, che lascia la squadra all’ottavo posto con 31 punti dopo 22 turni. Termina la stagione al decimo posto venendo eliminato al primo turno di play-off per mano della Virtus Verona (3-0). A fine stagione lascia definitivamente il club piemontese rescindendo il proprio contratto.

#### Potenza e Ravenna
Il 28 dicembre 2023 viene annunciato come nuovo allenatore dal Potenza, sempre in Serie C. Il 13 aprile 2024 viene esonerato con la squadra in zona retrocessione e sostituito dal tecnico della Primavera, Pietro De Giorgio.
Il 25 ottobre 2024 viene ingaggiato dal Ravenna, in Serie D, subentrando all'esonerato Mauro Antonioli.. Il 12 marzo 2025 sul campo neutro di Teramo batte in finale il Guidonia Montecelio e vince la Coppa Italia Serie D 2024-2025; in virtù di questa vittoria a fine stagione la sua squadra viene ripescata in Serie C.

## Statistiche

### Presenze e reti nei club
| Stagione          | Squadra           | Campionato        | Campionato | Campionato | Coppe nazionali | Coppe nazionali | Coppe nazionali | Coppe continentali | Coppe continentali | Coppe continentali | Altre coppe | Altre coppe | Altre coppe | Totale | Totale |
| Stagione          | Squadra           | Comp              | Pres       | Reti       | Comp            | Pres            | Reti            | Comp               | Pres               | Reti               | Comp        | Pres        | Reti        | Pres   | Reti   |
| ----------------- | ----------------- | ----------------- | ---------- | ---------- | --------------- | --------------- | --------------- | ------------------ | ------------------ | ------------------ | ----------- | ----------- | ----------- | ------ | ------ |
| 1997-1998         | Monterotondo      | CND               | 29         | 4          | CI-D            | -               | -               | -                  | -                  | -                  | -           | -           | -           | 29     | 4      |
| 1998-1999         | Empoli            | A                 | 1          | 0          | CI              | 0               | 0               | -                  | -                  | -                  | -           | -           | -           | 1      | 0      |
| 1999-2000         | Empoli            | B                 | 19         | 2          | CI              | 4               | 1               | -                  | -                  | -                  | -           | -           | -           | 23     | 3      |
| 2000-2001         | Empoli            | B                 | 35         | 3          | CI              | 1               | 0               | -                  | -                  | -                  | -           | -           | -           | 36     | 3      |
| Totale Empoli     | Totale Empoli     | Totale Empoli     | 55         | 5          |                 | 5               | 1               |                    | -                  | -                  |             | -           | -           | 60     | 6      |
| 2001-2002         | Parma             | A                 | 20         | 0          | CI              | 3               | 2               | CU                 | 8                  | 1                  | -           | -           | -           | 31     | 3      |
| 2002-gen. 2003    | Parma             | A                 | 5          | 0          | CI              | 3               | 0               | CU                 | 0                  | 0                  | -           | -           | -           | 8      | 0      |
| gen.-giu. 2003    | Piacenza          | A                 | 16         | 1          | CI              | 0               | 0               | -                  | -                  | -                  | -           | -           | -           | 16     | 1      |
| 2003-2004         | Parma             | A                 | 32         | 5          | CI              | 0               | 0               | CU                 | 3                  | 1                  | -           | -           | -           | 34     | 6      |
| 2004-2005         | Parma             | A                 | 24         | 4          | CI              | 1               | 0               | CU                 | 7                  | 2                  | -           | -           | -           | 32     | 6      |
| 2005-2006         | Parma             | A                 | 31         | 4          | CI              | 0               | 0               | -                  | -                  | -                  | -           | -           | -           | 31     | 4      |
| 2006-2007         | Juventus          | B                 | 25         | 1          | CI              | 3               | 1               | -                  | -                  | -                  | -           | -           | -           | 28     | 2      |
| 2007-2008         | Juventus          | A                 | 11         | 1          | CI              | 3               | 1               | -                  | -                  | -                  | -           | -           | -           | 14     | 2      |
| 2008-2009         | Juventus          | A                 | 27         | 1          | CI              | 4               | 2               | UCL                | 5                  | 0                  | -           | -           | -           | 36     | 3      |
| Totale Juventus   | Totale Juventus   | Totale Juventus   | 63         | 3          |                 | 10              | 4               |                    | 5                  | 0                  |             | -           | -           | 78     | 7      |
| 2009-2010         | Fiorentina        | A                 | 28         | 6          | CI              | 1               | 0               | UCL                | 6                  | 1                  | -           | -           | -           | 35     | 7      |
| 2010-2011         | Fiorentina        | A                 | 24         | 1          | CI              | 2               | 1               |                    | -                  | -                  |             | -           | -           | 26     | 2      |
| 2011-2012         | Fiorentina        | A                 | 8          | 0          | CI              | 0               | 0               |                    | -                  | -                  |             | -           | -           | 8      | 0      |
| Totale Fiorentina | Totale Fiorentina | Totale Fiorentina | 60         | 7          |                 | 3               | 1               |                    | 6                  | 1                  |             | -           | -           | 69     | 9      |
| 2012-2013         | Parma             | A                 | 28         | 1          | CI              | 1               | 0               | -                  | -                  | -                  | -           | -           | -           | 29     | 1      |
| 2013-2014         | Parma             | A                 | 32         | 1          | CI              | 1               | 0               | -                  | -                  | -                  | -           | -           | -           | 33     | 1      |
| Totale Parma      | Totale Parma      | Totale Parma      | 172        | 15         |                 | 9               | 2               |                    | 18                 | 4                  |             | -           | -           | 199    | 21     |
| 2014-2015         | Sampdoria         | A                 | 1          | 0          | CI              | 2               | 0               | -                  | -                  | -                  | -           | -           | -           | 3      | 0      |
| 2015-2016         | Latina            | B                 | 6          | 0          | CI              | 0               | 0               | -                  | -                  | -                  | -           | -           | -           | 6      | 0      |
| 2016-2017         | Latina            | B                 | 0          | 0          | CI              | 0               | 0               | -                  | -                  | -                  | -           | -           | -           | 0      | 0      |
| 2017-2018         | Carrarese         | C                 | 5          | 0          | CI-C            | 1               | 0               | -                  | -                  | -                  | -           | -           | -           | 6      | 0      |
| Totale            | Totale            | Totale            | 407        | 35         |                 | 30              | 8               |                    | 29                 | 5                  |             | -           | -           | 466    | 48     |

### Cronologia presenze e reti in nazionale
| Cronologia completa delle presenze e delle reti in nazionale ― Italia | Cronologia completa delle presenze e delle reti in nazionale ― Italia | Cronologia completa delle presenze e delle reti in nazionale ― Italia | Cronologia completa delle presenze e delle reti in nazionale ― Italia | Cronologia completa delle presenze e delle reti in nazionale ― Italia | Cronologia completa delle presenze e delle reti in nazionale ― Italia | Cronologia completa delle presenze e delle reti in nazionale ― Italia | Cronologia completa delle presenze e delle reti in nazionale ― Italia |
| Data                                                                  | Città                                                                 | In casa                                                               | Risultato                                                             | Ospiti                                                                | Competizione                                                          | Reti                                                                  | Note                                                                  |
| --------------------------------------------------------------------- | --------------------------------------------------------------------- | --------------------------------------------------------------------- | --------------------------------------------------------------------- | --------------------------------------------------------------------- | --------------------------------------------------------------------- | --------------------------------------------------------------------- | --------------------------------------------------------------------- |
| 12-11-2003                                                            | Varsavia                                                              | Polonia                                                               | 3 – 1                                                                 | Italia                                                                | Amichevole                                                            | -                                                                     | 55’                                                                   |
| 16-11-2003                                                            | Ancona                                                                | Italia                                                                | 1 – 0                                                                 | Romania                                                               | Amichevole                                                            | -                                                                     | 55’                                                                   |
| 2-9-2006                                                              | Napoli                                                                | Italia                                                                | 1 – 1                                                                 | Lituania                                                              | Qual. Euro 2008                                                       | -                                                                     | 61’                                                                   |
| 5-9-2009                                                              | Tbilisi                                                               | Georgia                                                               | 0 – 2                                                                 | Italia                                                                | Qual. Mondiali 2010                                                   | -                                                                     | 58’                                                                   |
| 14-11-2009                                                            | Pescara                                                               | Italia                                                                | 0 – 0                                                                 | Paesi Bassi                                                           | Amichevole                                                            | -                                                                     | 87’                                                                   |
| 18-11-2009                                                            | Cesena                                                                | Italia                                                                | 1 – 0                                                                 | Svezia                                                                | Amichevole                                                            | -                                                                     | 78’                                                                   |
| Totale                                                                |                                                                       | Presenze                                                              | 6                                                                     |                                                                       | Reti                                                                  | 0                                                                     |                                                                       |

### Statistiche da allenatore
Statistiche aggiornate al 25 maggio 2025.
| Stagione            | Squadra         | Campionato      | Campionato | Campionato | Campionato | Campionato | Coppe nazionali | Coppe nazionali | Coppe nazionali | Coppe nazionali | Coppe nazionali | Coppe continentali | Coppe continentali | Coppe continentali | Coppe continentali | Coppe continentali | Altre coppe | Altre coppe | Altre coppe | Altre coppe | Altre coppe | Totale | Totale | Totale | Totale | % Vittorie | Piazzamento |
| Stagione            | Squadra         | Comp            | G          | V          | N          | P          | Comp            | G               | V               | N               | P               | Comp               | G                  | V                  | N                  | P                  | Comp        | G           | V           | N           | P           | G      | V      | N      | P      | %          | Piazzamento |
| ------------------- | --------------- | --------------- | ---------- | ---------- | ---------- | ---------- | --------------- | --------------- | --------------- | --------------- | --------------- | ------------------ | ------------------ | ------------------ | ------------------ | ------------------ | ----------- | ----------- | ----------- | ----------- | ----------- | ------ | ------ | ------ | ------ | ---------- | ----------- |
| 2020-2021           | Foggia          | C               | 36+2       | 14+1       | 9          | 13+1       | -               | -               | -               | -               | -               | -                  | -                  | -                  | -                  | -                  | -           | -           | -           | -           | -           | 38     | 15     | 9      | 14     | 39,47      | 9º          |
| 2021-2022           | Novara          | D               | 38+3       | 25+1       | 10         | 3+2        | CI-D            | 3               | 2               | 0               | 1               | -                  | -                  | -                  | -                  | -                  | -           | -           | -           | -           | -           | 44     | 28     | 10     | 6      | 63,64      | 1º (prom.)  |
| gen.-giu. 2023      | Novara          | C               | 16+1       | 6          | 3          | 7+1        | CI-C            | -               | -               | -               | -               | -                  | -                  | -                  | -                  | -                  | -           | -           | -           | -           | -           | 17     | 6      | 3      | 8      | 35,29      | Sub., 10º   |
| Totale Novara       | Totale Novara   | Totale Novara   | 58         | 32         | 13         | 13         |                 | 3               | 2               | 0               | 1               |                    | -                  | -                  | -                  | -                  |             | -           | -           | -           | -           | 61     | 34     | 13     | 14     | 55,74      |             |
| dic. 2023-apr. 2024 | Potenza         | C               | 17         | 4          | 6          | 7          | CI-C            | -               | -               | -               | -               | -                  | -                  | -                  | -                  | -                  | -           | -           | -           | -           | -           | 17     | 4      | 6      | 7      | 23,53      | Sub., Eson. |
| ott. 2024-2025      | Ravenna         | D               | 27+2       | 20+2       | 4          | 3          | CI-D            | 7               | 4               | 3               | 0               | -                  | -                  | -                  | -                  | -                  | -           | -           | -           | -           | -           | 36     | 26     | 7      | 3      | 72,22      | Sub., 2º    |
| 2025-2026           | Ravenna         | C               | 0          | 0          | 0          | 0          | CI-C            | 1               | 1               | 0               | 0               | -                  | -                  | -                  | -                  | -                  | -           | -           | -           | -           | -           | 1      | 1      | 0      | 0      | 100,00&    | in corso    |
| Totale Ravenna      | Totale Ravenna  | Totale Ravenna  | 29         | 22         | 4          | 3          |                 | 8               | 5               | 3               | 0               |                    | -                  | -                  | -                  | -                  |             | -           | -           | -           | -           | 37     | 27     | 7      | 3      | 72,97      |             |
| Totale carriera     | Totale carriera | Totale carriera | 142        | 73         | 32         | 37         |                 | 11              | 7               | 3               | 1               |                    | -                  | -                  | -                  | -                  |             | -           | -           | -           | -           | 153    | 80     | 35     | 38     | 52,29      |             |

## Palmarès

### Giocatore

#### Club

##### Competizioni giovanili
- Torneo di Viareggio: 1

Empoli: 2000

##### Competizioni nazionali
- Coppa Italia: 1

Parma: 2001-2002
- Campionato italiano di Serie B: 1

Juventus: 2006-2007

### Allenatore

#### Club

##### Competizioni interregionali
- Serie D: 1

Novara: 2021-2022 (girone A)

##### Competizioni nazionali
- Coppa Italia Serie D: 1

Ravenna: 2024-2025